# Edvard Rosenlund
Edvard Rosenlund, född 5 januari 1895 i Ekenäs, död 28 oktober 1939 i Stockholm, var en finländsk missionär och frälsningsofficer.
Rosenlund genomgick Frälsningsarméns kadettskola i Helsingfors och sändes 1914 vid nitton års ålder ut till det dåvarande holländska Ostindien, där han sedan fram till 1939 verkade som missionär på Java, Sumatra och Celebes, med avbrott för några kortare vistelser i hemlandet. På Celebes kom han i beröring med många stammar, som han studerade både etnologiskt och lingvistiskt. Särskilt intresserade Rosenlund sig för en stam, som kallades siglier och som talade en toradjadialekt, idja. För denna stam skapade han ett skriftspråk och gav ut en biblisk historia, som 1935 trycktes på holländska bibelsällskapets förlag i Amsterdam. Han insamlade och beskrev en diger kollektion etnografiska föremål, skänkt i två repriser (1922 och 1930) till Finlands nationalmuseum. 
Rosenlund dokumenterade folklivet även på film, bland annat olika religiösa riter på de orter där han arbetade. På besök i hemlandet 1922 och 1931–1932 höll han populära föreläsningar för allmänheten och visade skioptikonbilder och filmer som väckte stort intresse.